# Basket-ball aux Jeux olympiques de la jeunesse
Le Basket-ball aux Jeux olympiques de la jeunesse a été introduit lors de la première édition en 2010 pour les garçons et les filles. Les tournois utilisent les règles FIBA 3x3. Le programme comprend également des défis d'habileté, un concourt de dunk pour les garçons et un concours de tirs pour les filles.

## Histoire

### Introduction du Basket-ball 3x3 aux JOJ
Le basket-ball 3x3 a été introduit dès la première édition des JOJ en 2010 à Singapour. Contrairement au format traditionnel de 5 contre 5, le basket-ball 3x3 se joue avec trois joueurs par équipe sur un demi-terrain, avec un seul panier, et un temps de jeu plus court. Les matchs durent 10 minutes ou se terminent lorsque l'une des équipes atteint 21 points, rendant la discipline plus intense et rythmée.
Cette nouvelle discipline a été conçue pour rendre le basket-ball plus accessible, notamment dans les environnements urbains. Le 3x3 permet aux jeunes talents du monde entier de s'exprimer, avec des règles simplifiées qui encouragent la créativité, la vitesse et l'agilité. De plus, ce format reflète l'évolution du basket-ball moderne, où de nombreux jeunes pratiquent cette variante dans les rues et les quartiers urbains.

### JOJ 2010
La première édition des JOJ à Singapour en 2010 a marqué une étape historique pour le basket-ball 3x3. Chez les garçons, l'équipe des États-Unis a remporté la médaille d'or, tandis que la Chine a dominé le tournoi féminin. Ce tournoi a également validé le format 3x3 en tant que discipline olympique à part entière.

## Palmarès

### Masculin
| Éd. | Année | Pays hôte    | Finale    | Finale | Finale   | Petite finale | Petite finale | Petite finale |
| Éd. | Année | Pays hôte    | Champion  | Score  | Deuxième | Troisième     | Score         | Quatrième     |
| --- | ----- | ------------ | --------- | ------ | -------- | ------------- | ------------- | ------------- |
| 1re | 2010  | Singapour    | Serbie    | 22–9   | Croatie  | Grèce         | 34–25         | États-Unis    |
| 2e  | 2014  | Nankin       | Lituanie  | 18–16  | France   | Argentine     | 17–14         | Russie        |
| 3e  | 2018  | Buenos Aires | Argentine | 20–15  | Belgique | Slovénie      | 21–13         | Ukraine       |
| 4e  | 2026  | Dakar        |           | –      |          |               | –             |               |

| Édition           | Or                  | Argent               | Bronze               |
| ----------------- | ------------------- | -------------------- | -------------------- |
| Nankin 2014       | Karim Mouliom (FRA) | Žiga Lah (SVN)       | Fu Lei (CHN)         |
| Buenos Aires 2018 | Fausto Ruesga (ARG) | Nikita Remizov (RUS) | Niccolò Filoni (ITA) |
| Dakar 2026        |                     |                      |                      |

### Féminin
| Éd. | Année | Pays hôte    | Finale         | Finale | Finale    | Petite finale | Petite finale | Petite finale |
| Éd. | Année | Pays hôte    | Champion       | Score  | Deuxième  | Troisième     | Score         | Quatrième     |
| --- | ----- | ------------ | -------------- | ------ | --------- | ------------- | ------------- | ------------- |
| 1re | 2010  | Singapour    | Chine          | 33–29  | Australie | États-Unis    | 34–25         | Canada        |
| 2e  | 2014  | Nankin       | États-Unis     | 19–10  | Pays-Bas  | Espagne       | 17–14         | Hongrie       |
| 3e  | 2018  | Buenos Aires | États-Unis (2) | 18–4   | France    | Australie     | 16–13         | Chine         |
| 4e  | 2026  | Dakar        |                | –      |           |               | –             |               |

| Édition           | Or                      | Argent                   | Bronze                    |
| ----------------- | ----------------------- | ------------------------ | ------------------------- |
| Nankin 2014       | Lucía Togores (ESP)     | Ela Mićunović (SVN)      | Katie Lou Samuelson (USA) |
| Buenos Aires 2018 | Mathilde Peyregne (FRA) | Kateřina Galíčková (CZE) | Sofía Acevedo (ARG)       |
| Dakar 2026        |                         |                          |                           |